# 그린 빌딩
그린 빌딩(green building) 또는 녹색 건물(綠色建物)은 건물의 에너지, 물, 자재 등의 자원에 대한 사용의 효율 증가를 실행하는 점으로, 건물의 사용 기간 동안사용자의 건강과 환경에 미치는 영향을 줄일 수 있도록 설계, 건설, 운용, 보수 관리, 철거한다.
그린 빌딩은 건축된 환경이 인간의 건강과 자연 환경에 전체적으로 주는 영향을 줄이도록 다음과 같이 설계된다.
- 에너지를 비롯한 자원의 효율적인 사용
- 주민의 건강을 보호하고 종업원의 생산성을 향상시킨다.
- 폐기물과 공해, 환경적인 퇴보를 줄인다.[2]

유사한 개념으로 ‘자연 건축(natural building)’이 있는데, 이는 소규모로 지역적으로 활용 가능한 자연 자원의 사용에 중점을 두는 것을 말한다. 또한, 지속 가능한 설계와 녹색 설계라는 용어도 쓰인다.
지속가능한 개발과 지속가능성과 관련된 개념은 그린 빌딩에는 없어서는 안될 요소이다. 효율적인 그린 빌딩은 1) 보다 적은 에너지와 물을 사용하여 생산성을 높이고 결과적으로 운용 비용을 절감하여야 하고, 2) 실내의 공기의 질을 개선하여 공중과 주민의 건강을 개선하여야 하며, 3) 환경에의 영향을 줄여야 한다. 이는 예를 들자면, 빗물의 유출과 열섬효과를 줄이는 것이다. 그린 빌딩을 실천하는 이들은, 지속가능한 건물의 외관과 풍채가 반드시 일반적인 건물들과 구별될 필요가 없음에도 종종 생태적일 뿐만 아니라 건물 구조와 주변의 자연 경관, 인공으로 조성된 환경과의 심미적인 조화를 이루기도 한다.

## 같이 보기
- 녹색 발전
- 제로에너지 빌딩
- 패시브 하우스
- 플러스에너지(영어판)
  - 에너지플러스 하우스(영어판)